# Rückwärtslaufen

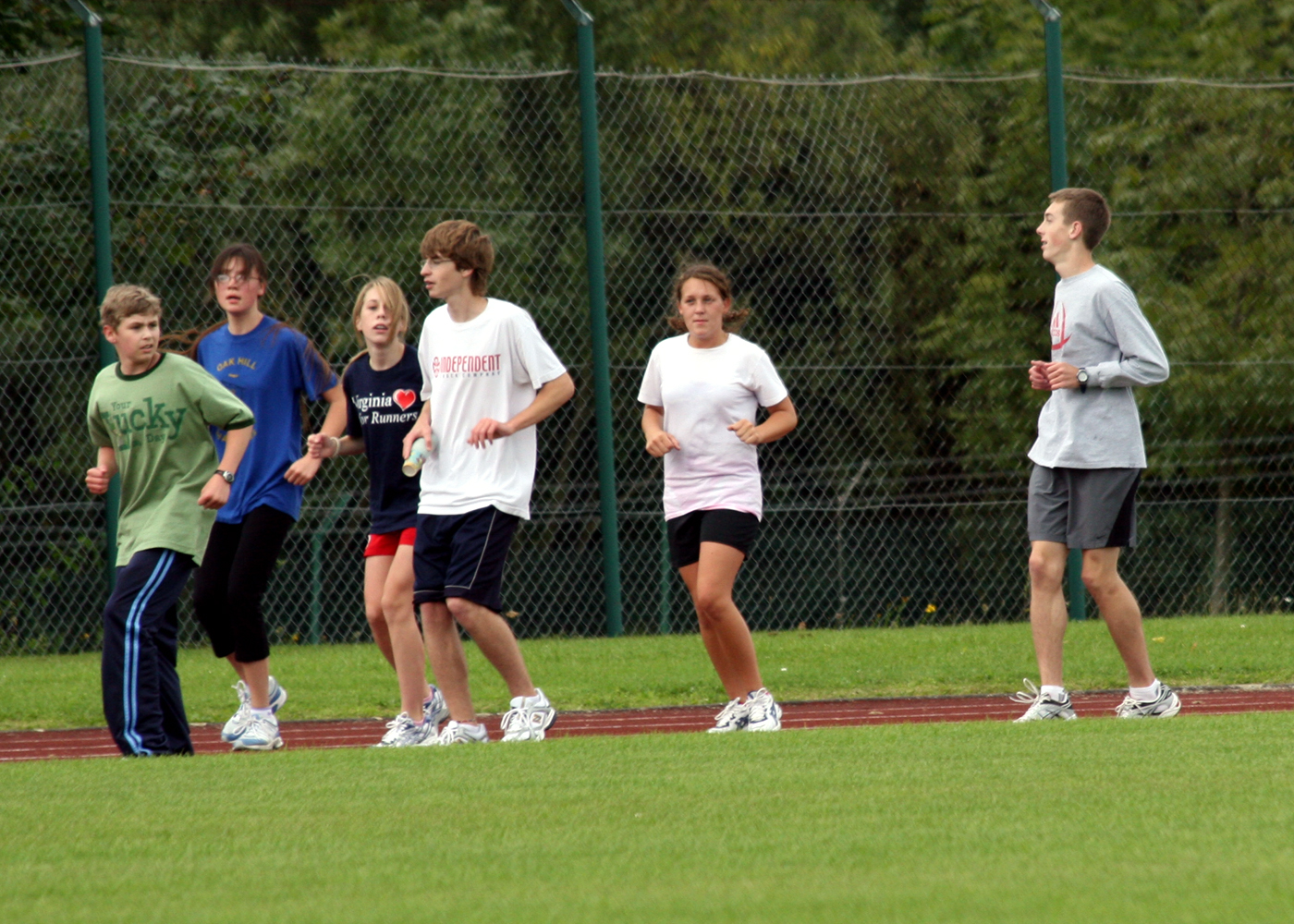
Rückwärtslaufen auf der Bahn

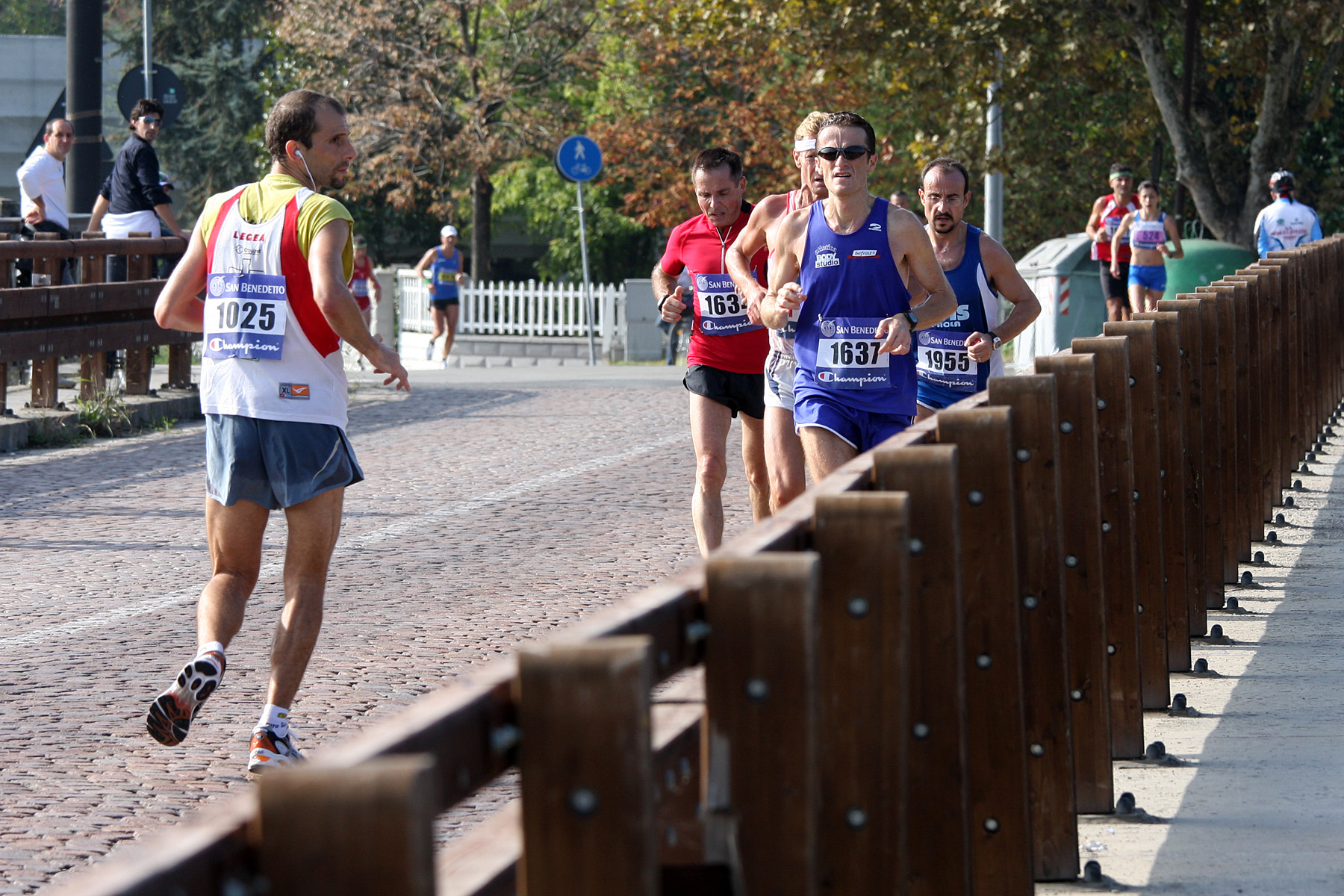
Der Laufer Nr. 1025 im Rückwärtslaufen

Rückwärtslaufen bezeichnet einen Trend im Laufsport, über größere Distanzen  rückwärts zu laufen. Mittlerweile werden in Wettbewerben Distanzen von mehreren Kilometern sowie Staffelläufe ausgetragen.

## Geschichte
Die Idee des Rückwärtslaufens als Sport gibt es schon lange. Bereits 1826 wurde dieser Kunstlauf zum ersten Mal erwähnt. Als Pionier in Sachen RetroRunning gelten der Franzose Christian Grollé, der sich seit 1978 mit dieser Laufart beschäftigt und Roland Wegner, der seit dem Jahre 2001 die Sportart unter dem Namen „Retrorunning“ promotet und ein gleichnamiges Buch (Verlag Spomedis) veröffentlicht hat. 1992 fand in Poviglio/Italien der erste Rückwärtswettkampf in Europa statt. Mittlerweile gibt es Rückwärtsläufe auch in Deutschland, Österreich, Frankreich, Belgien, Neuseeland, Nord- und Südamerika, Indien und Südafrika.
Im Jahr 2005 wurde auf Initiative von Pionier Roland Wegner mit Vertretern aus Deutschland, Österreich, Frankreich und der Schweiz die Vereinigung International-Retro-Runner (IRR) gegründet mit dem Ziel, internationale Meisterschaften durchführen zu können.

## Beschreibung
Die Athleten laufen mit den Fersen und dem Rücken voran, während der Blick „nach hinten“ zeigt. Beim Leichtathletiktraining, aber auch bei anderen Sportarten, wird Retrorunning als Koordinationsmittel genutzt. Rückwärtslaufen verbessert in kurzer Zeit die Koordination, das Gleichgewichtsgefühl und die Körperhaltung und kann somit auch zu mehr Selbstbewusstsein beitragen. Für Leistungssportler gilt es als Verletzungsprophylaxe. In der amerikanischen Sportwissenschaft wird es als unkonventionelles Rehawerkzeug nach Operationen an Kreuzbändern oder Achillessehnen angesehen. Als nachteilig sei angeführt, dass die Augen falsch positioniert sind, was eine höhere Konzentration erfordert.

## Vorteile
Durch den umgedrehten Bewegungsablauf werden die Muskeln und die Gelenke anders belastet. Dadurch entstehen Vorteile wie zum Beispiel höherer Energieumsatz und Vermeidung von Dysbalancen in der Muskulatur. Die Sinne werden geschärft und man erhält ein besseres Körpergefühl.

## Weltmeisterschaften
| Veranstaltung              | Datum                  | Ort                                                  | Distanzen |  |
| -------------------------- | ---------------------- | ---------------------------------------------------- | --- |  |
| 1. IRR-Weltmeisterschaften | 10. Juni 2006          | Rotkreuz (Schweiz)                                   | 100 Meter, 400 Meter, 3000 Meter und 4 × 100 Meter                                                                                                 |  |
| 2. IRR-Weltmeisterschaften | 20./21. September 2008 | Pietrasanta (Italien)                                | 100 Meter, 200 Meter, 400 Meter, 800 Meter, 1500 Meter, 3000 Meter, 5000 Meter, 10.000 Meter, 4 × 400 Meter, 4 × 100 Meter                         |  |
| 3. IRR-Weltmeisterschaften | 7./8. Juli 2010        | Kapfenberg (Österreich)                              | 100 Meter, 200 Meter, 400 Meter, 800 Meter, 1500 Meter, 3000 Meter, 5000 Meter, 10.000 Meter, 4 × 400 Meter, 4 × 100 Meter                         |  |
| 4. IRR-Weltmeisterschaften | 24./25. August 2012    | Lleida (Spanien)                                     | 100 Meter, 200 Meter, 400 Meter, 800 Meter, 1500 Meter, 3000 Meter, 5000 Meter, 10.000 Meter, 4 × 100 Meter, 4 × 400 Meter                         |  |
| 5. IRR-Weltmeisterschaften | 1.–3. August 2014      | Saint Christophe, Saint Vincent, Châtillon (Italien) | 100 Meter, 200 Meter, 400 Meter, 800 Meter, 1500 Meter, 3000 Meter, 5000 Meter, 10.000 Meter, Halbmarathon, 4 × 100 Meter, 4 × 400 Meter           |  |
| 6. IRR-Weltmeisterschaften | 14.–17. Juli 2016      | Essen (Deutschland)                                  | 100 Meter, 200 Meter, 400 Meter, 800 Meter, 1500 Meter, 3000 Meter, 5000 Meter, 10.000 Meter, Halbmarathon, 4 × 100 Meter, 4 × 400 Meter           |  |
| 7. IRR-Weltmeisterschaften | 12.–15. Juli 2018      | Bologna (Italien)                                    | 100 Meter, 200 Meter, 400 Meter, 800 Meter, 1500 Meter, 3000 Meter, 5000 Meter, 10.000 Meter, Halbmarathon, Marathon, 4 × 100 Meter, 4 × 400 Meter |  |

## Europameisterschaften
| Veranstaltung                | Datum         | Ort                 | Distanzen                                          |
| ---------------------------- | ------------- | ------------------- | -------------------------------------------------- |
| 1. IRR-Europameisterschaften | 30. Juli 2011 | Fürth (Deutschland) | 100 Meter, 400 Meter, 3000 Meter und 4 × 100 Meter |

## Bekannte Rückwärtsläufer
- Thomas Dold (GER)
- Hassan Kurt (GER)
- Roland Wegner (GER)
- Paula Mairer (AUT)
- Kerstin Metzler-Mennenga (LIE)